# دناتونیوم
دناتونیوم (به انگلیسی: Denatonium) که اغلب با نام دناتونیوم بنزوات شناخته می‌شود (با نام تجاری بیترکس)، تلخ‌ترین ترکیب شیمیایی شناخته شده توسط بشر است.
مقادیر اندکی از این ماده در حدود ۱۰ بخش در میلیون، تقریباً برای تمام افراد غیرقابل تحمل است.
بسیاری از حیوانات نیز (از جمله سگ، گربه، خوک، اسب و گوزن) به مزه تلخ دناتونیوم بنزوات حساسند، به طوری که در باغ وحش‌ها برای آموزش حیوانات نیز از این ماده استفاده می‌شود. مصرف زیاد از این ماده برای انسان ها و حیوانات سمی و عوارض شدید دارد.

## موارد استفاده
تلخ‌ترین ماده جهان دناتونیوم بنزوات Denatonium Benzoate اداره کل نظارت بر امور دارو و موادمخدر وزارت بهداشت طی دستورالعملی کلیه شرکتهای تولیدکننده الکل را موظف نمود که از ابتدای سال ۸۳ نسبت به افزودن ماده دناتونیوم بنزوات (که به نام تجاری دناتونیوم نیز معروف است) به الکل‌های با حجم کم که در داروخانه‌ها بیمارستان‌ها توزیع می‌شود. اقدام نمایند.